# Дієго Мануель Родрігес
Дієго Мануель Родрігес да Лус (ісп. Diego Rodríguez Da Luz, нар. 8 серпня 1986, Монтевідео) — уругвайський футболіст, півзахисник клубу «Рівер Плейт» (Монтевідео).
Насамперед відомий виступами за клуби «Пеньяроль» та «Уракан».

## Клубна кар'єра
У дорослому футболі дебютував 2003 року виступами за «Пеньяроль», в якому провів п'ять сезонів, взявши участь у 79 матчах чемпіонату.
Протягом сезону 2008—09 років захищав кольори італійської «Болоньї», проте не зміг закріпитися в основному складі і влітку 2009 року перебрався в аргентинський «Уракан». Відіграв за команду з Буенос-Айреса наступні два сезони своєї ігрової кар'єри.
До складу клубу «Дефенсор Спортінг» приєднався на початку 2011 року і за три роки відіграв за команду з Монтевідео 38 матчів в національному чемпіонаті.
В січні 2014 року Родрігес перейшов до «Рівер Плейта» (Монтевідео). Відтоді встиг відіграти за столичну команду 44 матчі в національному чемпіонаті.